# آرامگاه سید گل سرخ
موقعیت مکانی
بقعه سید گل سرخ در خیابان سید گلسرخ، در محله " سرچم " شهر یزد - بیرون دروازده کوشک نو - قرار دارد و متعلق به قرن نهم هـ. ق است. ورودی بقعه در ضلع شمالی آن قرار دارد. گنبد این بقعه کاشی کاری شده و مصالح آن از خشت و گل است.

منابع تاریخی
در این زیارتگاه صورت قبری وجود دارد که طبق کتیبه منصوب بر آن قبر سید معز الدین بن شرف الدین علی بن شمس الدین محمد بن تاج الدین است.

بنا به نوشته احمد کاتب مشهور به «سید سرچم» در جنب آن مزار آسوده است و او مرد تارک مجذوب بود و آنچه بگفتی اکثر همان بودی واکابریزد او را منقاد بودند و چون در سال ست و خمسین و ثمانمائه وفات کرد او را در این مقام دفن کردند و این مزار عمارت کردند و مردم به زیارت روند و مراد یابند» .

مؤلف جامع مفیدی از مزار سید حسین گلسرخ واقع در سرچم نام می‌برد و او را از اقطاب می‌شمرد و کراماتی چند بد و منسوب می‌دارد و نامش سید حسین می‌نویسد، ولی اشاره‌ای به لقب ونسب او نمی‌کند .

عامه مردم یزد هم او را به نام سید حسین پسر امام موسی بن جعفر می‌دانند و مزار را بسیار محترم می‌شمارند .

احتمال دارد که انتساب این مزار به سید حسین ناشی از آن باشد که قبر پیر حسین بن استاد حسن متوفی در ۹۷۹ نیز در همان مزار یا حدود همان محل بوده‌است و هم‌اکنون سنگ آن بر دیوار غربی بازارچه به مزار نصب است و پس از این مورد معرفی قرار می‌گیرد .

مرحوم آیتی ضمن معرفی مزار سید گلسرخ و اشاره به کتیبه مورد ذکر، این مزار را مدفن شرف الدین علی وصی سید رکن الدین و متوجه نشده که قبر مورد ذکر مدفن معزالدین [ احتمالاً : حسین ] بن شرف الدین علی است. جزین معلوم نیست به کدام دلیل شرف الدین علی را همان شرف الدین علی وصی سید رکن الدین تشخیص داده است.
ایرج افشار در تعلیقات تاریخ یزد جعفری از روی تواریخ یزد شجره‌ای از افراد خاندان شرف الدین ترتیب داده است. وی با تطبیق دادن آن جدول و نسب مذکور بر کتیبه بقعه سید گلسرخ نتوانست آنچه را مرحوم آیتی نوشته است بپذیرد. بنا بر نوشته ایرج افشار بر مؤلف تذکره جلالی هم اشتباهی در تشخیص هویت این مزار روی داده است. او می‌نویسد که مزار سید گلسرخ همان سید سرچم مذکور در تاریخ جدید یزد است در صورتی که مؤلف جامع مفیدی سید سرچم و سید گلسرخ را ذیل دو عنوان مستقل یاد می‌کند و معلوم است که این دو مزار دو بقعه مجزا است.

مشخصات
از مشخصات کالبدی داخل بقعه سید گل سرخ می‌توان به موارد زیر اشاره نمود :

- ازاره داخل بقعه تا ارتفاع یک متر از سنگ پوشیده شده‌است و ما بقی سطح داخل بقعه با گچ اندود شده‌است.

- در قسمت گریو گنبد طاق نماها و پنجره فلزی به چشم می‌خورد .

- مزار سید گل سرخ مسقف به تاق و تویزه با قد پای کوتاه و قوس جناقی می‌باشد .

- کف داخل بقعه با سنگ پوشیده شده‌است و پشت بام و نمای خارجی بقعه آجری و جدید ساز می‌باشد .

- گردونه گنبد مزین به کتیبه کاشی معرق با نقوش اسلیمی و هندسی و قسمت خارجی گنبد (خود) دو پوسته پیوسته با قوس شبدری کند می‌باشد .

اطراف بنای اصلی مزار (که اندازه آن ۴×۵۵/۴ متر و ضخامت دیوارش ۴/۱ متر است) و چسبیده به دیوارهای آن آثار خرابه حجراتی چند باقی است بقایای آن شباهتی زیاد به مدارس قدیمی دارد. این حجرات به خانه سید گلسرخ مشهور است.

زیارتگاه سید گلسرخ از دو درب قابل دسترسی است. راهرو قدیمی مسقف به تاق و تویزه، چهار بخش باقوس جناقی و قد پای کوتاه و میان سقف راهرو نورگیر دایره‌ای شکل نصب شده‌است. راهرو جدیدالاحداث که به خیابان راه می‌یابد مسقف به تاق ضربی می‌باشد. پس از پیمودن راهرو (دهلیز) به صحن نسبتاً بزرگ سید گلسرخ راه می‌یابیم، کف صحن با موزائیک مفروش شده‌است. در ضلع شرقی سه صفه دو اشکوبه ساخته شده که داخل غرفه دوم ۳ پنجره فلزی نصب شده‌است و در طبقه تحتانی صفه‌ها طاقچه تعبیه شده‌است. در ضلع غربی دو پنجره که داخل صفه نصب شده و یک در ورودی و در جبهه جنوبی، شمالی، شرقی و غربی چند صفه با قوس جناقی در داخل بقعه دیده می‌شود. داخل بقعه صورت یک قبر مشاهده می‌شود که گفته می‌شود. این قبر از آن سید گل سرخ است.

کتیبه‌های تاریخی
آثاری که در بقعه و جنب آن دیده می‌شود عبارت است از :

۱ـ کتیبه‌ای از کاشی معرق و به خط نسخ که به‌طور عمودی بالای سر قبر نصب است و اطرافش حاشیه مجزایی داشته‌است که بر آن دوازده امام به خط نسخ خوش نوشته و اکنون قسمت‌هایی از آن باقی مانده‌است. متأسفانه قسمت مربوط به تاریخ فوت صاحب قبر ازبین رفته است، ولی در مقام قیاس با کتیبه‌های از این نوع جزماً می‌توان حکم کرد که از آن قرن نهم هجری است. متن آن چنین است :

 «هوالباقی. قد افل من السماء الولایه شمس استضاء بنورها نجوم زاهره … کل من انسی فیظلالها الباهرة المرتضی الاعظم شرف الدین علی بن شمس الدین محمد بن تاج الدین … (دنباله اش ریخته‌است)»

۲ـ بر دیوار غربی بازارچه متصل به مزار یک قطعه سنگ سیاه‌رنگ نصب و به خط نسخ خوش این عبارت بر آن منقور ست: «الله»، «محمد»، «علی»

روزی که بر آیم سراز خاک ندامت دست من ودامن تو یا شاه ولایت
هذا مرقد استاد پیرحسین بن استاد حسن توفی فی (کذا مکرر) تاریخ ربیع‌الاول سنه ۹۷۹

۳ـ بر سر در ورودی مزار و از سوی درون آن یک قطعه سنگ به اندازه ۳۰ ×۵۰ سانتیمتر مربوط به مسجدی که در سال ۱۰۵۳ ساخته شده بود نصب است و به خط نستعلیق خوش بر روی این اشعار منقورست «انما المومنون اخوه .»

ساخت مسجد کمال از سر صدق که بود در صفا چو بیت حرام
گشت این مسجد بهشت آیین در ثلاثین و خمس والف تمام
بقعه سید گلسرخ در تاریخ ۱۷ اسفند ۱۳۸۱ با شمارهٔ ثبت ۷۶۶۰ به‌عنوان یکی از آثار ملی ایران به ثبت رسیده‌است.